# Warner Music Latina
Warner Music Latina (inicialmente WEA Latina) é uma gravadora, parte integrante do Warner Music Group, com foco na música latino-americana, tendo sido criada no ano de 1987.

## Artistas que fazem parte de Warner Music Latina
- Alaya
- Alex Ubago
- Andres Calamaro
- Arcángel
- Belinda
- Bohemia Suburbana
- Buika
- Cosculluela
- David Amaya
- David Cavazos
- David DeMaria
- David Soliz
- De La Ghetto
- Diana Navarro
- El Sueño de Morfeo
- Fangoria
- Fito & Fitipaldis
- Francisco Céspedes
- Gilberto Gil
- Hombres G
- Huecco
- Isabella Castillo
- Ivan Lins
- Jarabe De Palo
- Jesse & Joy
- Jorge Drexler
- Jorge Villamizar
- Junior H
- Kidd Keo
- La Ley
- La Pegatina
- Laura Pausini
- Lena
- Los Claxons
- Luis Miguel
- Lupe Fiasco
- Mägo de Oz
- Maná
- Manuel Medrano
- Mariana Ochoa
- Maite Perroni
- MC Davo
- Miguel Bosé
- Mijares
- Motel
- Pablo Alborán
- Paulo Londra
- Pedro Infante
- Piso 21
- Reykon
- Sie7e
- Sofía Reyes
- Tommy Torres
- Ximena Sariñana
- Yahir
- Zion y Lennox

## Artistas que fizeram parte de Warner Music Latina
- Alejandro Sanz
- Anitta
- Bacilos
- Banda Machos
- Casa de Leones
- Charlie Cruz
- El Poder Del Norte (conhecidos como Los Pioneros durante o contrato com a WEA)
- El Tri
- Frankie Negrón
- Glenn Monroig
- Olga Tañón
- Pesado
- Ricardo Arjona (A música sob o selo Metamorfosis é distribuída por Warner Music Latina)
- Ricardo Montaner
- Tego Calderón
- Tigrillos
- Tito Nieves
- Wilkins
- Yolandita Monge